# Каверін Веніамін Олександрович
Веніамін Каверін, справжнє ім'я Зільбер Веніамін Олександрович (19 квітня 1902, Псков, Російська імперія — 2 травня 1989, Москва, РРФСР) — російський радянський письменник і сценарист. Лауреат Державної премії СРСР (1946). Нагороджений орденами Трудового Червоного Прапора, Червоної Зірки, медалями.

## Біографія
Народився в родині капельмейстера 96-го піхотного Омського полку Абеля Абрамовича Зільбера та його дружини — Хани Гіршівни Дессон, володарки музичних крамниць. Закінчив Ленінградський інститут східних мов (1923) та Ленінградський університет (1924).
На початку 1920-х належав до об'єднання літераторів «Серапіонові брати» (до групи входили Корній Чуковський, Микола Гумільов, Борис Ейхенбаум та інші).
Широку популярність здобув його пригодницький роман «Два капітани».
Автор сценарію українського фільму «Закони шторму» (1928, реж. О. Соловйов) за своєю повістю «Дев'ять десятих долі».
Був членом Спілки письменників Росії.
Помер 1989 року в Москві, похований на Ваганьковському кладовищі.